# Dona Sarkar

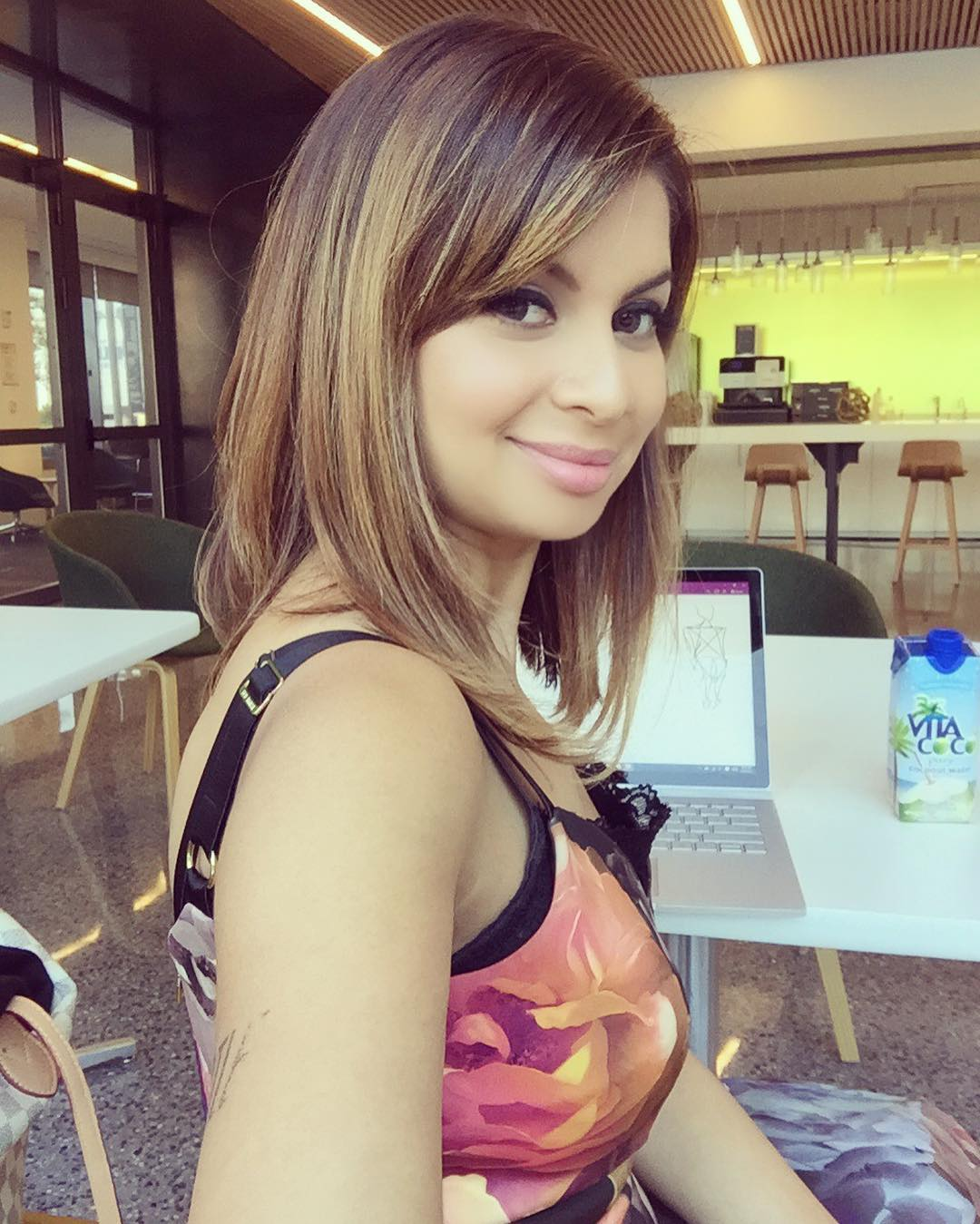
Dona Sarkar (2017)

Dona Sarkar (* 29. August 1980 in Kathmandu, Nepal) ist eine US-amerikanische Softwareentwicklerin, Autorin, Rednerin und Inhaberin eines Modegeschäfts.

## Leben
Sarkar studierte an der University of Michigan Informatik. 2009 gründete sie eine Modelinie namens Prima Dona mit Sitz in Seattle, Washington.
Im Juni 2016 übernahm sie an Stelle von Gabe Aul die Leitung der öffentlichen Testgruppe von Windows Insider. Sie intensivierte die Zusammenarbeit mit Kunden in aufstrebenden Märkten wie Ost- und Westafrika. Ihr Ziel ist es, die dortigen Strukturen für Start-up-Gründungen zu verbessern und auszubauen. Von 2016 bis 2019 war Sarkar Direktorin des Windows-Insider-Programms. Sie ist auch Co-Autorin von Model 47: A Startup Storybook, eine Art Unternehmerbibel, die auf ihren Erfahrungen mit diesem Projekt basiert, und die sie mit Jeremiah Marble verfasste. 
Seit 2021 ist sie die Leiterin der Accessibility-Technologie bei Microsoft. Zuvor leitete sie ein Advocacy-Team für die Power Platform, eine Low-Code/No-Code-Entwicklungsplattform bei Microsoft.